# K.I.N.G
K.I.N.G. è un singolo in edizione limitata della band norvegese black metal Satyricon. È parte del loro album Now, Diabolical del 2006. Il singolo è stato limitato a 1000 copie per il solo mercato norvegese. La canzone e il suo video sono popolari soprattutto nella TV norvegese tuttavia è stata vista in anteprima anche sul programma Headbangers Ball della rete americana MTV.
Il titolo è l'acronimo di "Killing In the Name of God", che in italiano si può tradurre in "Uccidendo in Nome di Dio".

## Tracce
1. K.I.N.G. – 3:36
2. Storm (of the Destroyer) – 2:48

## Formazione
- Satyr - chitarra, basso, tastiere, voce
- Frost - batteria